# Czarcikęs łąkowy
Czarcikęs łąkowy (Succisa pratensis) – gatunek rośliny należący w zależności od ujęcia do rodziny przewiertniowatych Caprifoliaceae lub szczeciowatych Dipsacaceae. Występuje jako gatunek rodzimy w znacznej części Europy (bez jej południowych krańców), w północno-zachodniej Afryce (Tunezja, Algieria) oraz w zachodniej Azji (Azja Mniejsza, Kaukaz, Kazachstan i Syberia). Jako gatunek introdukowany rośnie w północno-wschodniej części Ameryki Północnej.  W Polsce jest rozpowszechniony, tylko na zachodzie i północy lokalnie bywa rzadki.

## Morfologia

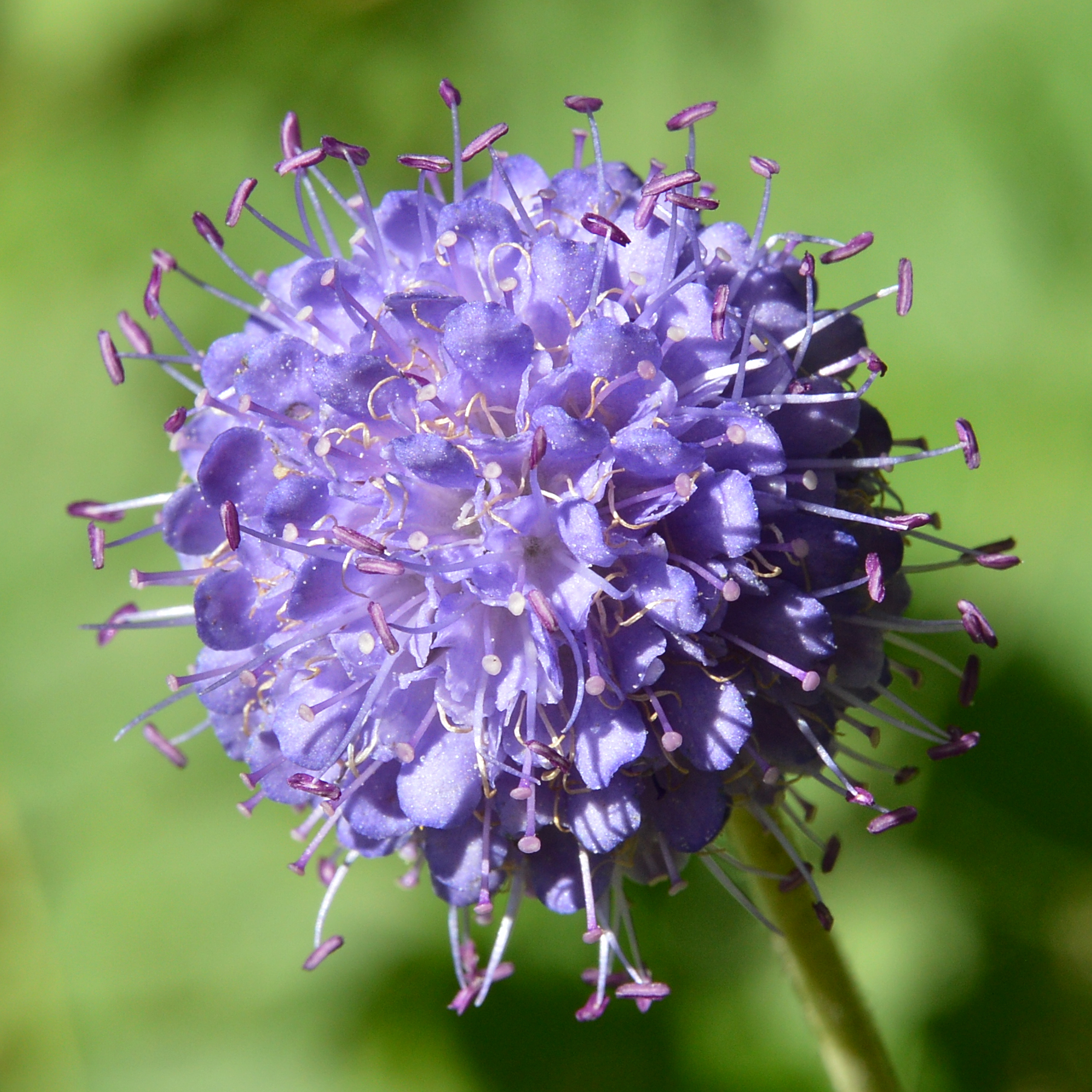
Kwiatostan

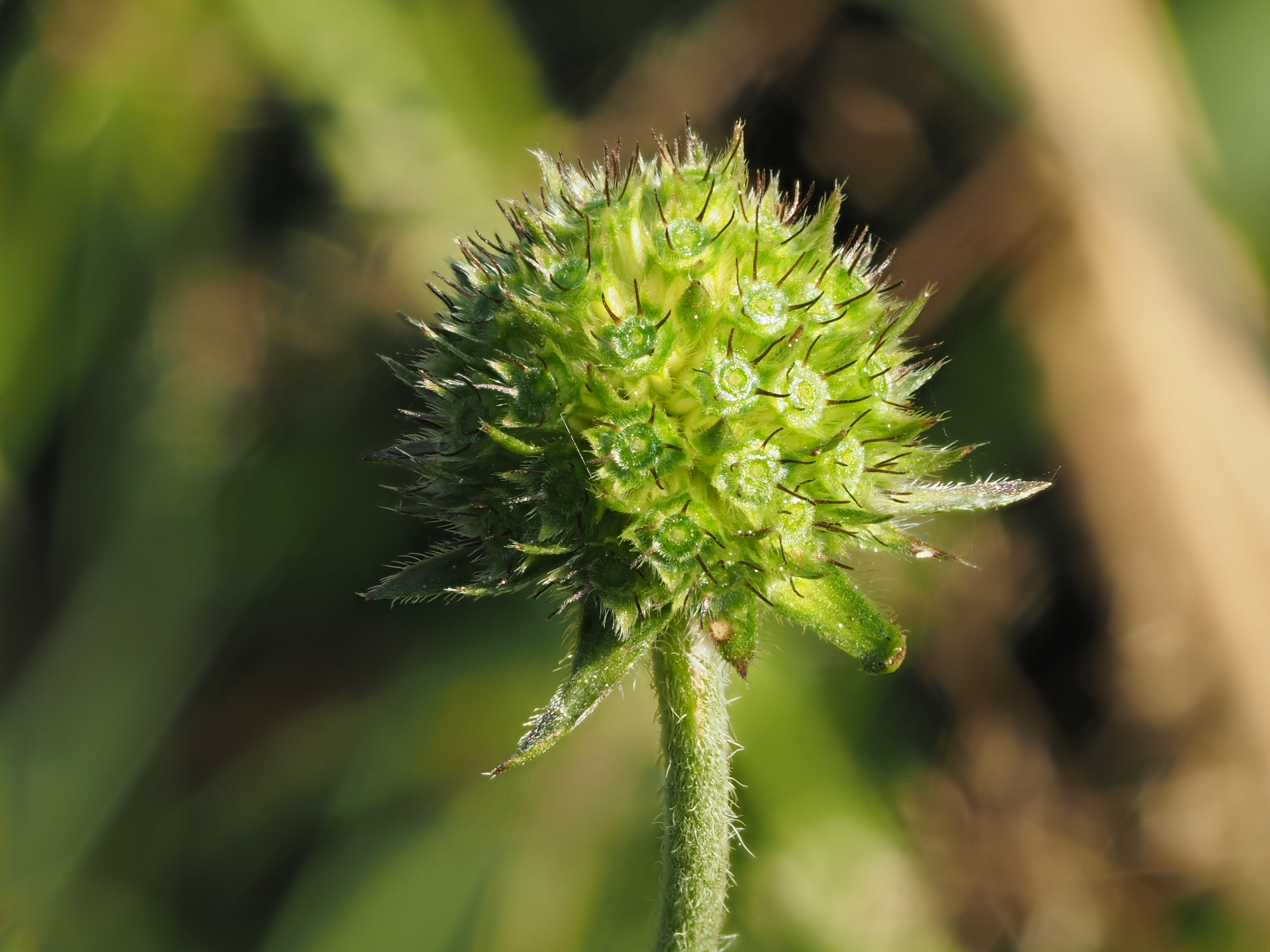
Owoce owłosione i zakończone czarnymi szczecinkami

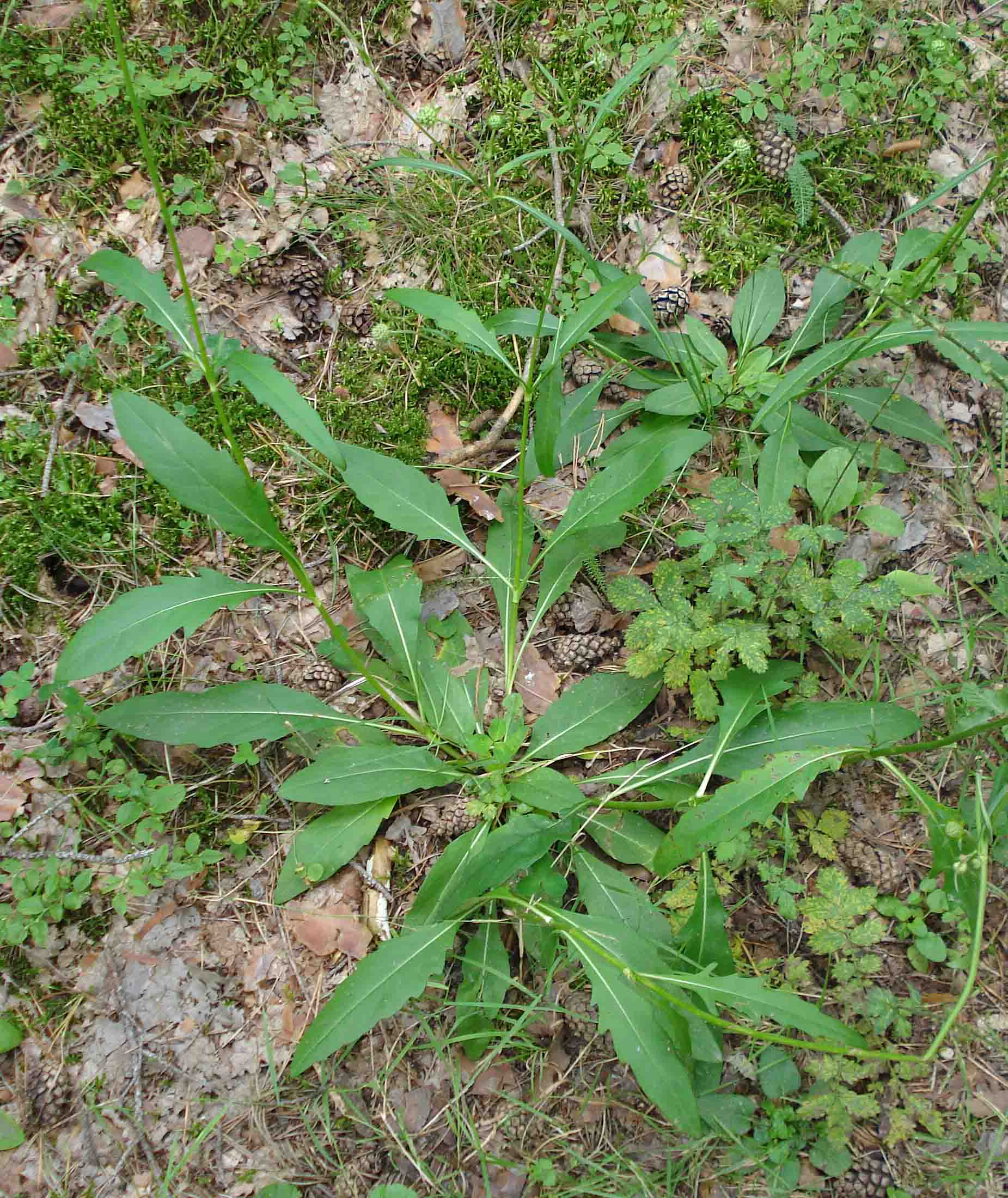
Liście

ŁodygaWzniesiona, rozgałęziająca się, o wysokości 15–50 (80) cm. Dołem jest naga, górą przylegająco owłosiona. Pod ziemią roślina posiada krótkie, ucięte kłącze.
LiścieUlistnienie nakrzyżległe. Liście eliptyczne lub jajowatolancetowate, dość grube, całobrzegie lub słabo piłkowane. Dolne mają nasadę zwężającą się w ogonek, górne są siedzące.
KwiatyKwiatostan typu koszyczek, z początku półkulisty, potem bardziej płaski, 2–3 cm średnicy. Korona kwiatu niebieskofioletowa. Przysadki w postaci wąskolancetowatych plewinek. Kielich kwiatów zwieńczony jest 5 długimi ośćmi. Prócz niego występuje miseczkowaty, czterokanciasty, szorstko owłosiony kieliszek o 4 jajowatych ząbkach. Korona o długości 4–7 mm jest owłosiona. Kwiaty środkowe tej samej wielkości, co brzeżne. Wewnątrz kwiatów dwukrotny słupek i 4 pręciki.
OwoceOśmiożebrowe, silnie, szczecinkowato owłosione owoce pozorne (niełupki zrośnięte z kielichem i kieliszkiem) o długości 4–5 mm. Na szczycie z wzniesionymi łatkami kieliszka i 5 czarniawymi  szczecinkami o długości 2 mm.
Gatunek podobnyCzarcikęsik Kluka Succisella inflexa ma kieliszek i owoce nagie, kielich (i owoce) bez wieńczących je, czarniawych szczecin.

## Biologia i ekologia
Bylina, hemikryptofit. Roślina miododajna, o przedprątnych kwiatach, kwitnie od lipca do września. Rośnie na wilgotnych łąkach, torfowiskach, obrzeżach lasów. Występuje na słabo kwaśnych i wilgotnych glebach. W klasyfikacji zbiorowisk roślinnych gatunek charakterystyczny dla All. Molinion caeruleae i Ass. Junco-Molinietum (opt.). Jest rośliną żywicielską chronionego motyla przeplatki aurinii.

## Systematyka
Pozycja systematyczna według APweb (aktualizowany system APG III z 2009)
Należy do rodzaju Succisa Haller, rodziny szczeciowatych Dipsacaceae, która wraz z siostrzaną rodziną kozłkowatych Valerianaceae stanowią jedną z linii rozwojowych w obrębie rzędu szczeciowców Dipsacales w grupie euasterids II wchodzącej w skład kladu astrowych (asterids) należącego do dwuliściennych właściwych (eudicots).
Pozycja rodzaju w systemie Reveala (1993–1999)
Gromada okrytonasienne, podgromada Magnoliophytina, klasa Rosopsida, podklasa dereniowe, nadrząd Dipsacanae, rząd szczeciowce, rodzina szczeciowate, rodzaj czarcikęs Moench.